# Закемпе (Люблінське воєводство)
Закемпе (пол. Zakępie) — село в Польщі, у гміні Адамув Луківського повіту Люблінського воєводства. Населення — 387 осіб (2011).

## Історія
У 1975-1998 роках село належало до Седлецького воєводства.

## Населення
Демографічна структура станом на 31 березня 2011 року:
|          | Загалом | Допрацездатний вік | Працездатний вік | Постпрацездатний вік |
| -------- | ------- | ------------------ | ---------------- | -------------------- |
| Чоловіки | 208     | 60                 | 117              | 31                   |
| Жінки    | 179     | 40                 | 92               | 47                   |
| Разом    | 387     | 100                | 209              | 78                   |